# Aventurierii

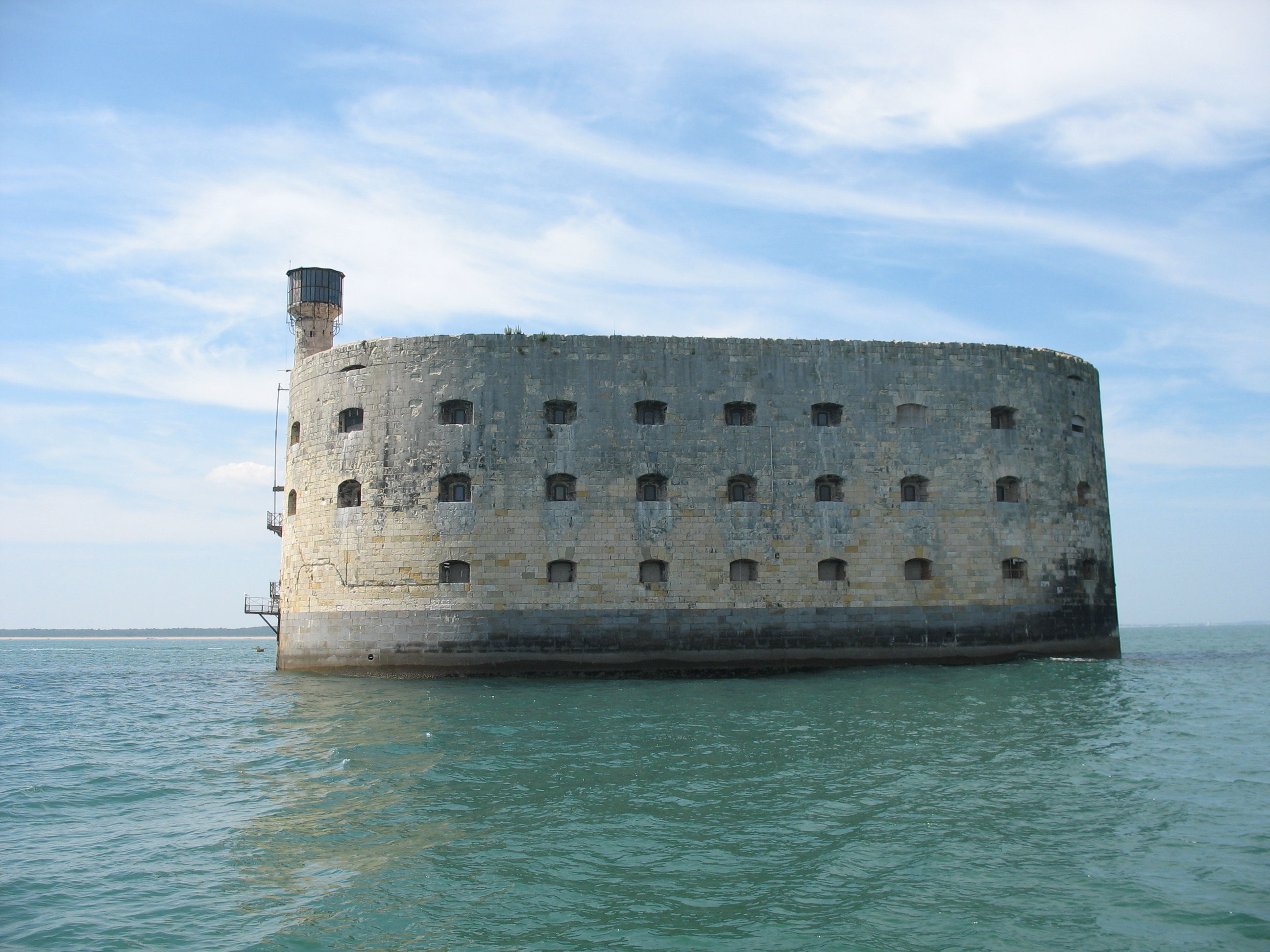
Fort Boyard, unul din locurile acțiunii

Aventurierii (titlul original: în franceză Les aventuriers) este un film francez din 1967 în regia lui Robert Enrico. Protagoniști sunt Alain Delon, Lino Ventura, Joanna Shimkus și Serge Reggiani.

## Rezumat
Un fost pilot, rămas fără licență de zbor după tentativa de a trece cu avionul pe sub Arcul de Triumf din Paris, cel mai bun prieten al acestuia și o tânără sculptoriță de obiecte moderne, pleacă spre Congo, în aventura vieții lor: localizarea epavei unui avion, încărcat – se pare – cu o fabuloasă comoară. Din păcate, cei trei sunt urmăriți de un grup de bandiți, care vor comoara pentru ei.

## Distribuție
- Lino Ventura – Roland Darbant
- Alain Delon – Manu Borelli
- Joanna Shimkus – Laetitia Weiss
- Serge Reggiani – pilotul
- Paul Crauchet – Leutin
- Odile Poisson – Yvette
- Thérèse Quentin – d-na Dubreuil
- Hans Meyer – mercenarul
- Jean Landier – Michaux
- Irène Tunc – secretara lui Kyobaski
- Valéry Inkijnoff – Kyobaski
- Jean Falloux – Jean, pilot
- Mick Besson – dansatorul
- Jean Trognon – Jean Jean, vărul cel mic al Laetitiei

## Legături externe
- Aventurierii la Internet Movie Database